# Chełm (Kraków)
Chełm – obszar Krakowa wchodzący w skład Dzielnicy VII Zwierzyniec. Dawna wieś, od południa granicząca z Bielanami, od północnego zachodu z Olszanicą, a od wschodu z Wolą Justowską. Do Krakowa została włączona w 1941 roku.